# Камбуджараджалакшми
Камбуджараджалакшми или Кампутьреатьлаксми (кхмер. កម្ពុជរាជលក្ស្មី, XI век, Камбуджадеша — XII век) — полуисторическая-полулегендарная правительница Ченлы (575—580).

## Биография
Камбуджараджалакшми была принцессой Шрештхапуры, располагавшейся к северо-востоку от Яшодхарапуры, что на территории современного Лаоса. По материнской линии происходила из рода Шрестхавармана (в некоторых источниках упоминается как его двоюродная сестра), то есть принадлежала к самой древней династии Ченлы, позднее ей припишут родство с солнечной династией. Имя «Камбуджараджалакшми» в переводе на русский язык означает «удача правителей Камбуджи» (от санскр. राज — правитель и санскр. लक्ष्मी — удача).
Приходилась супругой королю Бхававарману I. Взошла на трон предположительно после смерти короля Виравармана. Правила примерно с 575 по 580 год, после чего трон перешел ее супругу Бхававарману I.